# Redbridge
Redbridge (London Borough of Redbridge) is een Engels district of borough in de regio Groot-Londen, gelegen in het noordoosten van de metropool. De borough telt 304.000 inwoners. De oppervlakte bedraagt 56 km².
Van de bevolking is 14,0% ouder dan 65 jaar. De werkloosheid bedraagt 3,6% van de beroepsbevolking (cijfers volkstelling 2001).

## Districten in Redbridge
- Aldborough Hatch
- Aldersbrook
- Barkingside
- Clayhall
- Cranbrook
- Fairlop
- Fullwell Cross
- Gants Hill
- Goodmayes
- Hainault
- Ilford
- Little Heath
- Loxford
- Newbury Park
- Redbridge
- Seven Kings
- Snaresbrook
- South Woodford
- Wanstead
- Woodford
- Woodford Bridge
- Woodford Green

## Geboren
- Reece James (1999), voetballer